# مانويل لابوينتي
مانويل لابوينتي (بالإسبانية: Manuel Lapuente) (مواليد 14 مايو 1944) هو لاعب كرة قدم. يلعب مع منتخب المكسيك لكرة القدم. سبق له أن لعب في كأس العالم لكرة القدم مع منتخب بلاده.

## روابط خارجية
- مانويل لابوينتي على موقع قاعدة بيانات كرة القدم.إي يو (الإنجليزية)
- مانويل لابوينتي على موقع ناشيونال فوتبول تيمز (الإنجليزية)